# La signora Oyū
La signora Oyū (お遊さま, Oyū-sama),  è un film del 1951 diretto da Kenji Mizoguchi.

## Trama
Nel Giappone della fine del XIX secolo, il facoltoso Shinnosuke riceve in visita Oshizu, una giovane che le famiglie di entrambi indicano come la migliore candidata per il suo matrimonio. L'uomo, curioso di sapere chi gli stiano proponendo, sbircia il convoglio in arriva e scambia la candidata con sua sorella Oyū, più grande di lei, ritenendola da subito perfetta per lui. 
Quando la zia spiega le reali identità a Shinnosuke questi è visibilmente deluso ma non rigetta l'offerta di matrimonio. 
Oyū è vedova ed ha un bambino e, secondo la tradizione, deve crescere suo figlio all'interno della famiglia del marito defunto, quindi Shinnosuke non ha alcuna possibilità di sposarla, pur avendo constatato una certa affinità verso una donna che comunque continua a fare la parte per la sorella. Shinnosuke allora sposa Oshizu con la speranza di stare comunque vicino ad Oyū. Sua moglie, apparentemente ingenua, ha capito i sentimenti del marito e della sorella e dunque, la prima notte di nozze, chiarisce subito di non essere in grado di darsi a chi non la ama, per di più facendo un torto alla persona che le è più vicina al mondo, sua sorella.
Il matrimonio bianco va così avanti senza che nessuno, a parte gli sposi, ne sia a conoscenza. Oyu per altro, continua a frequentare i due con molto piacere, mostrando un affiatamento e una confidenza con l'uomo, che finiscono per dare fastidio alla stessa Oshizu, mentre all'esterno fanno nascere pettegolezzi che mettono in dubbio la fedeltà di Shinnosuke. Questi in realtà non tradisce mai la moglie che continua a rifiutarglisi. 
Proprio al ritorno di un viaggio con gli sposi, Oyu scopre che suo figlio è in fin di vita. Alla morte dello stesso, di fatto la donna non ha più quel legame con la famiglia del defunto marito che le impediva di risposarsi. Ma quando scopre che Oshizu ha rifiutato di consumare il matrimonio in segno di rispetto nei suoi confronti, Oyū la rimprovera e sprona a fare la brava moglie. Per il bene della sorella e per scansare il più possibile i pettegolezzi nei suoi confronti, Oyu accetta la proposta di matrimonio di un ricco mercante di sakè, allontandosi definitivamente dalla sorella. 
Tre anni più tardi Oshizu è incinta del marito, e i due, che ora vivono in un'abitazione molto modesta, rimpiangono di non aver più visto Oyu, ma paiono una coppia felice e finalmente piena. Poco dopo il parto però, Oshizu muore lasciando Shinnosuke solo con il bambino. 
Oyu, intanto, vive una vita agiata ma, lontana dai suoi veri affetti, si dedica soprattutto alla sua passione per la musica. Una sera nel suo giardino viene lasciato un bambino. Oyu lo raccoglie e legge la lettera che accompagna il piccolo neonato. Shinnosuke, informandola che è il bimbo suo e di Oshizu, morta di parto, glielo affida, chiedendole di allevarlo come suo. La donna sulle prime è sconvolta, poi abbraccia il bambino e annuncia a tutti i presenti di essere diventata mamma e che quello d'ora in poi, per tutti, sarà suo figlio.

## Produzione

### Regia
L’adattamento altamente selettivo di Mizoguchi elimina gran parte della perversità tipica di Tanizaki e prende di mira invece i codici sociali repressivi dell’epoca che procedono a rovinare tre vite nell’affetto frustrato, nella vergogna e nel senso di colpa autolesionista.